# Amazon (yacht)
Pour les articles homonymes, voir Amazon (homonymie).
Le Amazon est un yacht-goélette britannique à coque, pont et mâts en bois. C'est un ancien yacht à vapeur (steam yacht) de 1885.

En 2011, Amazon a été répertorié comme l'un des 40 meilleurs Yachts Classiques du monde et a été le plus ancien navire honoré.

## Histoire
L'Amazon a été construit en 1885 au chantier naval privé Arrow Yard de Tamkerville Chamberlayne (1843-1924), propriétaire terrain et homme politique à Southampton. La coque est en teck et pin, sur une charpente en chêne. Son moteur est mu par une chaudière au charbon.
Il a d'abord été utilisé pour des croisières d'été, pour assister aux régates de la côte sud de l'Angleterre. En 1897, il a participé au Jubilé de diamant de la reine Victoria lors de la revue de la flotte, en même temps que la sortie du Turbinia (premier navire à turbine à vapeur). Peu de temps après, il fut vendu à un plaisancier français de Saint-Malo jusqu'en 1900 qui le rebaptise Armoricain. Puis il revint en propriété britannique en reprenant son nom initial.
Considéré trop vieux, à cause de sa chaudière au charbon, il passa la Première Guerre mondiale das un port de la côte sud. Un nouveau propriétaire le ramena à Londres. En 1937, il fut doté d'un moteur-diesel. Durant la Seconde Guerre mondiale, il resta en navigation de plaisance. Quelques années plus tard, il devint une péniche au London Yacht Basin. L'acteur Arthur Lowe en devint le propriétaire en 1968. Il reprit la mer dès 1971, en tant que yacht privé en location jusqu'en 1990. Puis il migra vers l'Écosse.
En 1997, ses nouveaux propriétaires l’emmène vers Malte pour des croisières en mer Méditerranée. En 2004, il participe aux Fêtes maritimes de Brest (Brest 2004).
En 2009, l’Amazon traverse l'Atlantique via le Cap-Vert et navigue  aux Caraïbes et Bermudes. Il est accueilli par le Herreshoff Marine Museum de Bristol. Puis il se rend à Mystic Seaport à la fin de la même année jusqu'à la mi-2011 pour visiter le Canada.
En 2011, il revient à Waterford en Irlande, via Terre-Neuve, pour passer l'hiver. Il prend part, le 3 juin 2012, au Thames Diamond Jubilee Pageant sur la Tamise, étant le dernier navire à avoir assisté au Jubilé de la reine Victoria en 1897. Fin juillet 2012, il est visible dans le bassin Vauban à Saint-Malo avant de visiter les îles Anglo-Normandes. En  mai 2013, il participe au Festival maritime de Southampton puis  au Glouscester Tall Ships Festival